# Schönengrund
Schönengrund (toponimo tedesco) è un comune svizzero di 516 abitanti del Canton Appenzello Esterno.

## Storia
Il comune di Schönengrund è stato istituito nel 1722 per scorporo da quello di Urnäsch.

## Monumenti e luoghi d'interesse

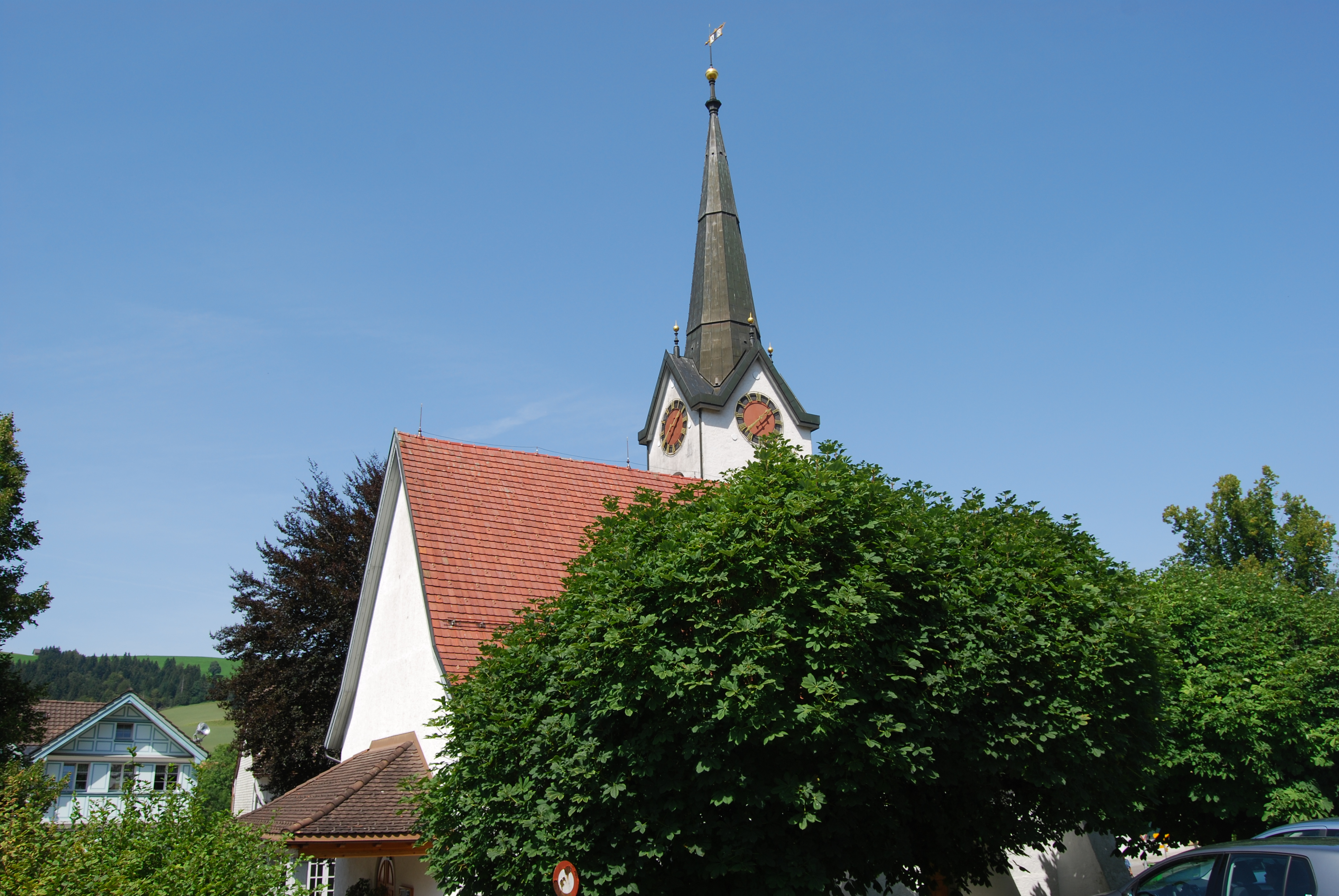
La chiesa riformata

- Chiesa riformata, eretta nel 1720[2].

## Società

### Evoluzione demografica
L'evoluzione demografica è riportata nella seguente tabella:
Abitanti censiti

## Amministrazione
Ogni famiglia originaria del luogo fa parte del cosiddetto comune patriziale e ha la responsabilità della manutenzione di ogni bene ricadente all'interno dei confini del comune.